# Erigone hypenema
Erigone hypenema là một loài nhện trong họ Linyphiidae.
Loài này thuộc chi Erigone. Erigone hypenema được Crosby & Bishop miêu tả năm 1928.